# Doulichion
Doulichion, en grec Δουλίχιον, (Doulichium en latin) est un lieu (probablement une île) non formellement identifié évoqué par Homère ; dès l'Antiquité, diverses hypothèses pour sa localisation ont été proposées.
Il est décrit dans l'Iliade comme proche des îles Échinades, face à l'Élide. Dans l’Odyssée, Ulysse la cite comme faisant partie de son royaume ; Télémaque indique le nombre d'aristocrates venus de cette île et prétendant à la main de Pénélope : « De Doulichion il y en a cinquante-deux, des jeunes gens distingués que suivent six serviteurs. ». Son épithète homérique est « fertile en blé ».
Le géographe Strabon l'identifie avec l'île qui est à son époque encore appelée Dolicha, l'actuelle Makrí. L'érudit français Cuisenier l'identifie à l'actuelle Leucade. 